# NGC 3638
NGC 3638 (również PGC 34688) – galaktyka spiralna (Sb), znajdująca się w gwiazdozbiorze Pucharu. Odkrył ją w 1886 roku Ormond Stone.